# Kontinentální šelf

Kontinentální svah na schematické mapě

Kontinentální šelf na mapě světa znázorněný azurově

Kontinentální (pevninský) šelf neboli pevninský práh (pevninská mělčina) je část kontinentu zaplavená relativně mělkou vodou. Moře pokrývající tuto okrajovou část kontinentu se nazývají šelfová moře.
Definice šelfu ve světě není jednotná, okraje šelfu se nejčastěji uvažují jako místa, kde mírný sklon dna (0°07´) přechází ve sklon podstatně větší (kolem 5°). V minulosti se jako okraj uvažovala hloubnice 200 m, dnes se hloubka nebere v potaz, důležité jsou geologické a geomorfologické vlastnosti.

## Vlastnosti šelfu
Šířka šelfu je velmi rozdílná, od několika kilometrů až po 1300 km. Stejně tak rozdílná je i hloubka šelfových oblastí, která se pohybuje od 55 m (Patagonský šelf) po 500 m na pobřeží Kanady či Antarktidy. Průměrná hloubka šelfů je kolem 130 m.
Okraj šelfu může být proti pevninskému svahu ohraničen tektonicky (kontinentální svahy např. u pacifického pobřeží Ameriky), korálovými útesy (v tropických a subtropických částech světového oceánu), solnými diapiry (Mexický záliv), může být formován glaciální erozí a akumulací (v polárních oblastech) či tvořen říčními náplavy (deltovými sedimenty).
Podle mořského práva má nad zdroji v kontinentálním šelfu (maximálně ale do 350 námořních mil od pobřeží podle čl. 76 Úmluvy OSN o mořském právu) právo stát, který šelfu přiléhá. Celkově šelfy zabírají 8 % dna světového oceánu. Kdyby došlo k připočtení rozlohy šelfů k rozloze kontinentů, byl by poměr zastoupení zemského povrchu na 35 % (kontinenty tvoří 29,2 %).
Využití šelfu je v centru pozornosti oceánografie z důvodu, že se zde nachází zásoby mnoha nerostných surovin (hlavně ropa a zemní plyn, dále rýžoviska různých minerálů, ložiska fosforitů apod.).

## Šelfová moře
Šelfová moře jsou podstatně bohatší na živiny, než ostatní moře, protože do této hloubky probíhá fotosyntéza nejintenzivněji. Stala se tak místy tradičního rybolovu.